# Bastion Zamkowy

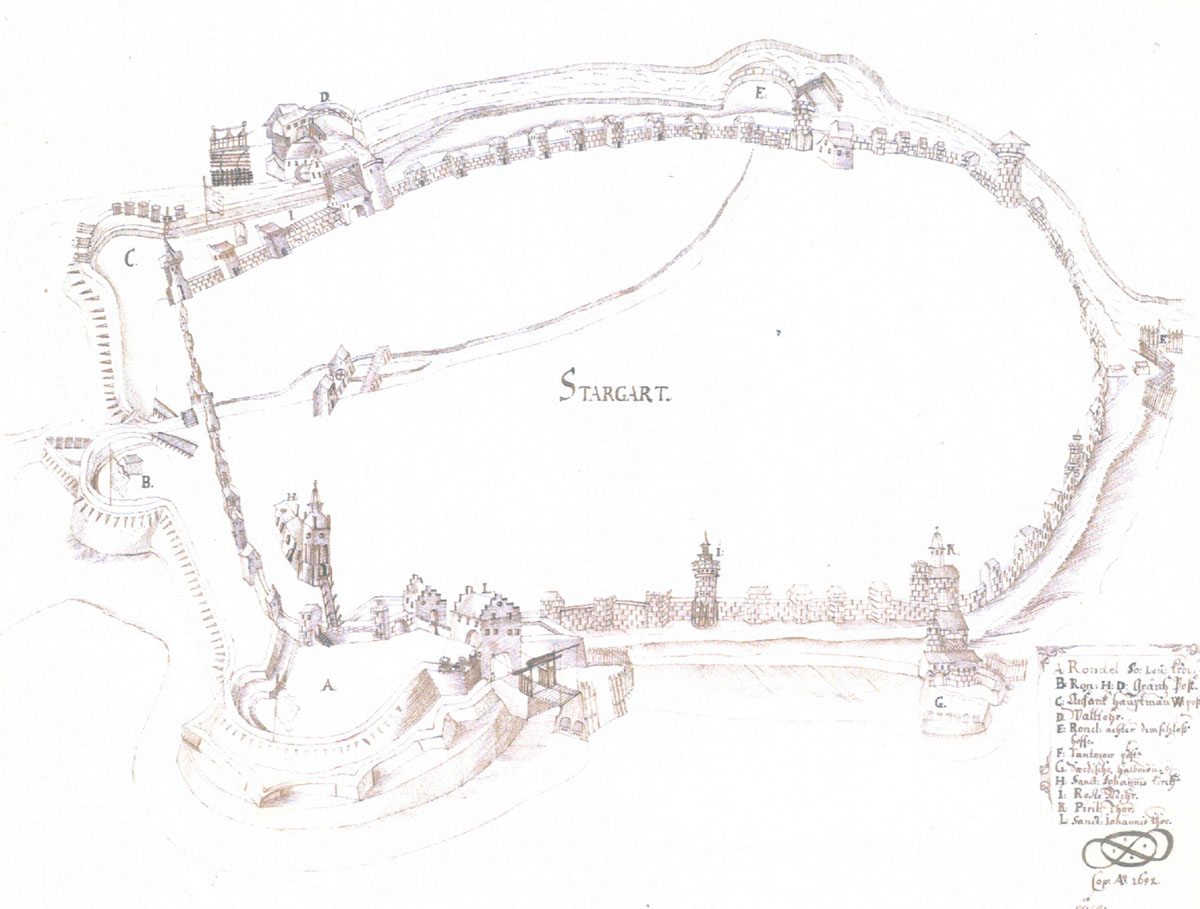
Plan obwarowań Stargardu z 1692, bastion Zamkowy oznaczony literą C

Bastion Zamkowy – jeden z bastionów w Stargardzie położony po północno-zachodniej stronie murów obronnych, przy Baszcie Białogłówce, w miejscu dawnego zamku kasztelańskiego (stąd nazwa). Od zachodu graniczy z niższym bastionem - Młyńskim. 
Bastion ziemny powstał w XIII, po zniesieniu grodziska, w najwyższym - w tym czasie - punkcie w mieście. Założony został na planie koła. Następnie kilkukrotnie podwyższany. W XVIII wieku wraz z demilitaryzacją miasta bastion nieznacznie zniwelowano i zadrzewiono. Dziś na terenie bastionu znajduje się park Zamkowy.